# Beretta M9
Beretta M9 — самозарядный пистолет под патрон 9×19 мм Парабеллум, версия итальянского пистолета Beretta 92F для вооружённых сил США.
Изготовляется в США дочерним подразделением фирмы Beretta. От пистолетов серии 92F итальянского производства отличается упрощённым и более коротким по времени производства технологическим циклом, автоматизированным производством ряда деталей, которые в Италии изготавливаются мастерами-оружейниками вручную, и штампованной надписью с левой стороны стального кожуха-затвора «U.S. 9mm M9-P.BERRETTA» на ранних моделях или «BERETTA U.S.A. CORP. ACKK. MD.-MADE IN USA» на образцах более позднего выпуска. В качестве стандартной набедренной кобуры для пистолета с 1986 года используется M12 компании Bianchi International.

## История разработки и принятия на вооружение
В период с 1978 по 1984 годы корпорация Beretta USA Corporation в городе Аккэкик, штат Мэриленд (американская дочерняя структура итальянской фирмы Beretta) участвовала в конкурсе на новый 9-мм армейский пистолет XM9, призванный заменить «ветерана» M1911A1 в качестве основного пистолета Вооружённых сил США. 29 июня 1981 года Армия США разослала 39 компаниям-производителям ручного огнестрельного оружия предложение принять участие в конкурсе на перевооружение офицерского и сержантского состава 9-мм пистолетом с наградой победителю конкурса в виде контракта на закупку в течение пяти лет серийной партии пистолетов в количестве 217 439 ед. Межвидовое тактико-техническое задание к новому оружию формулировалось с октября 1979 года по июнь 1981 года, в его составлении принимали участие все министерства и ведомства видов вооружённых сил: министерство армии, военно-морское и военно-воздушное министерства, штаб корпуса морской пехоты и войска береговой охраны.
Одновременно с Beretta в конкурсе принимали участие со своими опытными образцами Smith & Wesson, Inc., Спрингфилд, штат Массачусетс; Maremont Corp., Сако, штат Мэн; и Heckler & Koch, Inc., Арлингтон, Виргиния (филиал одноименной немецкой компании). 29 сентября 1981 года, в соответствии с ранее утверждённым планом, перечисленные конкурсанты представили на рассмотрение жюри свои опытные образцы. Все четыре образца удовлетворяли требованиям нормального боя под патроны различных изготовителей, эффективной дальности стрельбы свыше 100 метров, нормально выдержали настрел в 5000 выстрелов на ствол, показали высокую кучность боя и среднюю точку попаданий при нормальном коэффициенте рассеивания пуль в поперечнике при стрельбе с полусотни метров, устойчивость к коррозии, удобство разборки-сборки, нормальную эксплуатацию в защитных перчатках от костюмов химзащиты и пятипалых зимних перчатках, быстрое извлечение из кобуры и достаточно точные прицеливание и стрельбу одной рукой, одинаково хорошо показали себя в плане эргономичности конструкции — хвата рукоятки как в руках мужчин, так и женщин-военнослужащих, и по целому ряду других показателей. При этом, все четыре образца превосходили M1911A1 в точности прицельной стрельбы. Однако же ни один из пистолетов не выдержал испытаний на износ (с использованием штатного оружейного масла в качестве смазки), не обеспечивал среднего коэффициента задержек при стрельбе 1 раз на 800…1000 выстрелов, эксплуатации в неблагоприятных погодно-климатических условиях, установки стандартного пистолетного ночного прицела, качественного хромирования ствола, спускового усилия от 1,82 до 2,27 кг в режиме одиночного действия УСМ, не отвечал требованиям довершённости конструкции внутри и снаружи, наличия магазина с двусторонним боепитанием и ещё нескольким требованиям. Три из четырёх опытных образцов были признаны уступающими M1911A1 по надёжности эксплуатации в условиях загрязнения деталей вязкой грязью при более высокой надёжности чем у M1911A1 в условиях загрязнения песком. По итогам испытаний ни один из представленных на конкурс образцов не был признан удовлетворяющим требованиям тактико-технического задания. 10 февраля 1982 года был заявлен отказ всем четырём претендентам, поэтому M1911A1 сохранялся на вооружении ещё неопределённый срок. Однако, армейский генералитет и офицеры из Управления начальника вооружения армии начали активно бороться за продолжение конкурса с подачей новых, усовершенствованных прототипов для предварительных испытаний. Для участия в новом конкурсе в начале 1983 года были приглашены девять зарегистрированных в США оружейных компаний:
- Smith & Wesson, Inc., Спрингфилд, штат Массачусетс
- Colt Industries, Inc., Хартфорд, штат Коннектикут
- Bereta USA Corp., Аккэкик, штат Мэриленд
- Heckler & Koch, Inc., Арлингтон, штат Виргиния
- Maremont Corp., Сако, штат Мэн
- FN Manufacturing, Inc., Колумбия, штат Южная Каролина
- Steyr, Daimler & Puch, Inc., Монтвейл, штат Нью-Джерси
- Sturm, Ruger & Co., Inc., Саутпорт, штат Коннектикут
- Interarms Corp.[англ.], Алегзандрия, штат Виргиния.

Впоследствии к перечисленным выше добавились ещё несколько претендентов в США и за рубежом. Для конкурса были последовательно разработаны несколько вариантов пистолета Beretta 92 — Beretta 92S-1, Beretta 92SB, Beretta 92SB-F.
Пистолеты, представленные на конкурс M9
В итоге, уже с новым составом конкурсантов и с новыми опытными образцами, представленными для испытаний, именно пистолет Beretta 92SB-F, в серии переименованный в Beretta 92F, и был объявлен в 1985 году победителем конкурса ХМ9, опередив швейцарский SIG Sauer P226. В 1990 году официально был принят на вооружение.

## Варианты
- Beretta M9 General Officers Model — вариант M9 для лиц старшего офицерского и генеральского состава
- M9A1 — модификация 2006 года с универсальной планкой Пикатинни под стволом (для установки тактического фонаря, лазерного целеуказателя и других аксессуаров).
- M9A3 — модификация обр. 2014 года (с магазином увеличенной ёмкости — на 17 патронов и универсальной планкой Пикатинни под стволом)[27]. Также может иметь удлинённый ствол для установки глушителя[28].
- M9A4

## Страны-эксплуатанты
- США — 14 января 1985 года принят на вооружение всех видов вооружённых сил, родов войск и служб войск США в качестве замены М1911А1. Первые 52 390 из 315 930 шт. заказанных в 1985 году пистолетов были сделаны в Италии, остальные изготавливались в США[29]. С 2017 года началась замена M9 в Армии США, Военно-морских силах, Корпусе морской пехоты и Военно-воздушных сил США пистолетами M17 и M18, разработанными на базе SIG Sauer P320.[30]